# Leipziger Festwiese

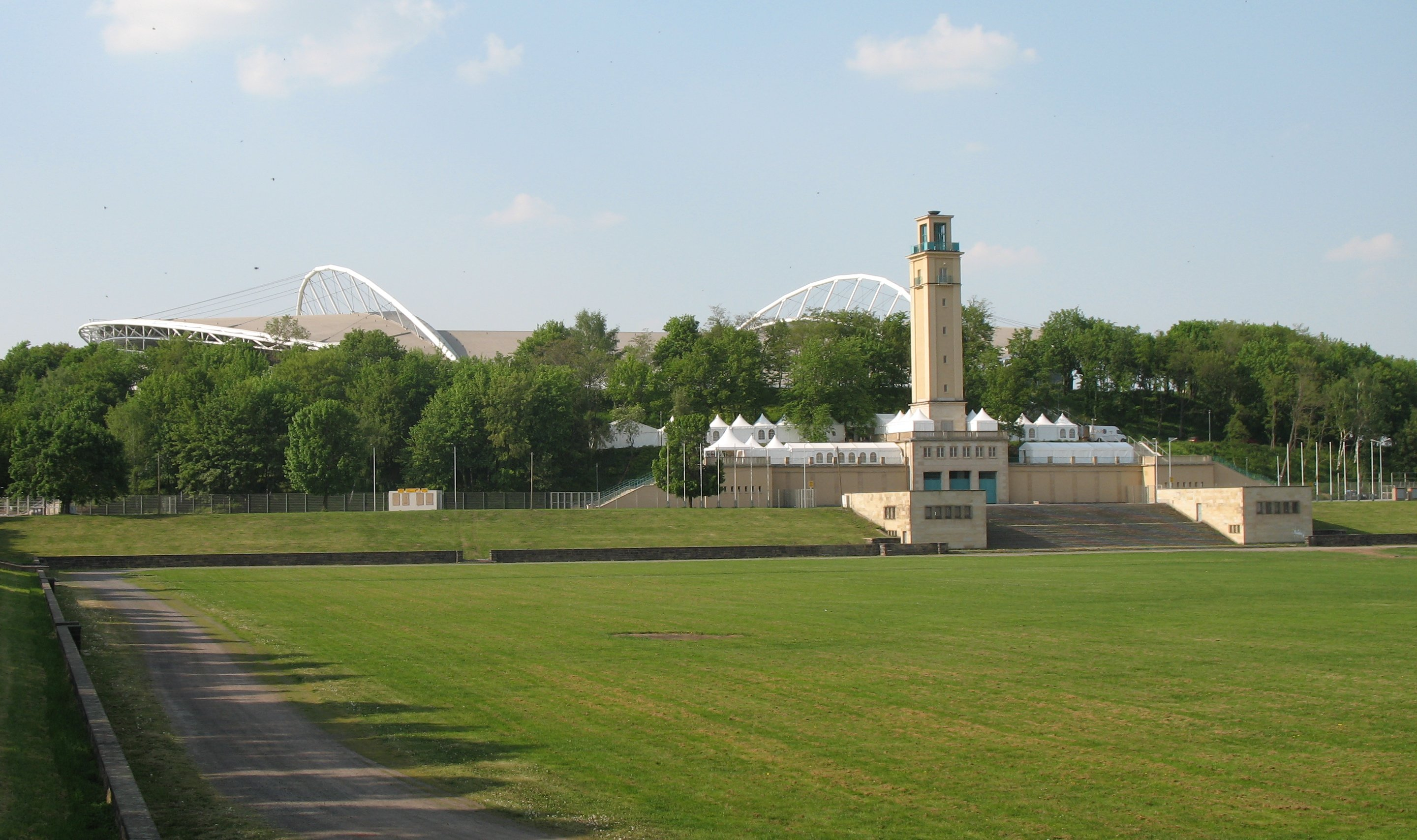
Festwiese mit Werner-Seelenbinder-Turm, dahinter das 2004 eröffnete Zentralstadion

Die Festwiese ist ein großes Wiesengelände in Leipzig auf dem Gelände des Sportforums. Sie steht unter Denkmalschutz.

## Lage und Gestalt
Die Festwiese liegt westlich der Innenstadt im Ortsteil Zentrum-Nordwest. Nördlich von ihr befindet sich die Red Bull Arena, die in den Wall des alten Zentralstadions gebaut wurde. Östlich der Wiese verläuft die Straße „Am Sportforum“, auf deren östlicher Seite die Arena Leipzig liegt, und südlich die Jahnallee. Im Westen befindet sich das Elsterbecken. 
Das Gelände hat eine Fläche von 41.000 Quadratmetern (etwa 200 mal 200 Meter) und fasst zirka 75.000 Personen.
Der 43 Meter hohe markante und weithin sichtbare Glockenturm am nördlichen Rand der Festwiese, zu dem eine Treppenanlage führt, ist nach Werner Seelenbinder benannt. Außer nach Süden wird die Festwiese von einem Erdwall eingefasst, der im Osten und im Westen jeweils für einen Zugang durchbrochen ist.

## Geschichte

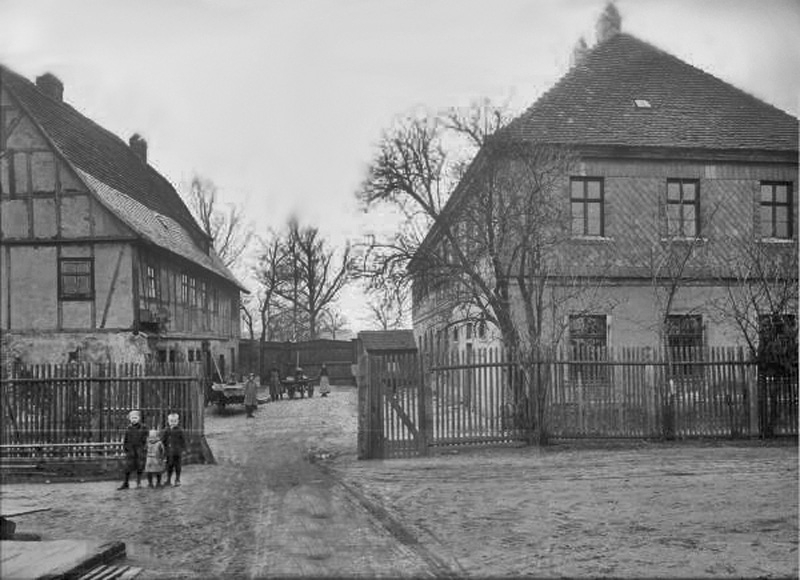
Obdachlosenhäuser in der ehemaligen Ratsziegelei 1910

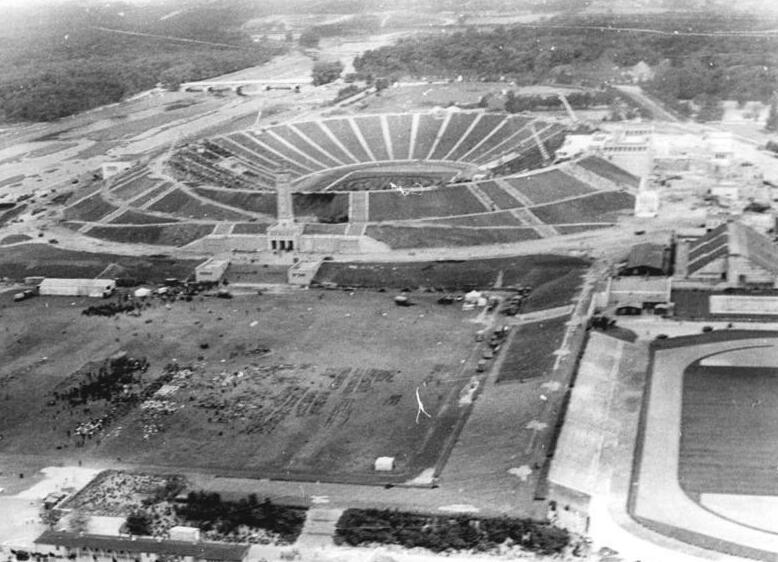
Festwiese und Zentralstadion kurz vor dessen Einweihung 1956

Auf einem Stadtplan von 1902 ist das Wiesengelände als Ranstädter Viehweide bezeichnet, die von normalerweise trockenen Hochflutbecken der Elster durchzogen und diagonal von einem Weg nach Leutzsch gekreuzt wird. Etwa in der Mitte der Frankfurter Straße (jetzt Jahnallee) stand eine Häusergruppe, die Ratsziegelei. Der Armenanstalt angeschlossen, dienten die Fachwerkhäuser bis ins 20. Jahrhundert als „Exmittiertenhaus“, in dem Obdachlose unterkamen.
Die Festwiese wurde in der zweiten Hälfte der 1930er Jahre auf dem Wiesengelände angelegt, wobei auch ein Teil des Leutzscher Wegs überbaut wurde. Ursprünglich erstreckte sie sich nach Norden bis in Höhe der gedachten Verlängerung der Wettiner Straße. Die damals rechteckige, in Nord-Süd-Richtung wesentlich längere Anlage als heute, wurde von einem hohen Erdwall umrandet, der nur nach Süden (zur Frankfurter Straße) geöffnet war. An der Ost- und der Westseite ist der Wall mit Durchbrüchen noch vorhanden.
Am 22. Mai 1938 wurde die Anlage, die in ihrer ursprünglichen Funktion als Fest- und Aufmarschgelände auch als „Platz der 300.000“ bezeichnet wurde, offiziell „Adolf-Hitler-Feld“ benannt. Am 24. Mai 1938 wurde sie anlässlich des sächsischen NSDAP-Gautags feierlich eingeweiht.
Bei der Anlage des Zentralstadions Mitte der 1950er Jahre wurde die nördliche Hälfte der Festwiese überbaut, so dass sie heute den fast quadratischen Grundriss hat. 1956 wurde der Glockenturm errichtet.

## Veranstaltungen
Die Festwiese wird vor allem für große Freiluftkonzerte genutzt. Viele internationale Stars wie Depeche Mode, Michael Jackson, Bon Jovi, Guns n’ Roses, U2, Linkin Park, Die Toten Hosen, Tina Turner und die Rolling Stones mit AC/DC gaben Konzerte auf dem Gelände.
Die Festwiese erlebte auch einen der zwei Ausscheidungswettbewerbe des World Pyro Awards 2007.